# Вулька-Ґарварська
Вулька-Ґарварська (пол. Wólka Garwarska) — село в Польщі, у гміні Гліноєцьк Цехановського повіту Мазовецького воєводства.
Населення — 138 осіб (2011).
У 1975-1998 роках село належало до Цехановського воєводства.

## Демографія
Демографічна структура станом на 31 березня 2011 року:
|          | Загалом | Допрацездатний вік | Працездатний вік | Постпрацездатний вік |
| -------- | ------- | ------------------ | ---------------- | -------------------- |
| Чоловіки | 63      | 7                  | 49               | 7                    |
| Жінки    | 75      | 14                 | 41               | 20                   |
| Разом    | 138     | 21                 | 90               | 27                   |